# Platyzosteria armata
Platyzosteria armata är en kackerlacksart som beskrevs av Johann Gottlieb Otto Tepper 1893. Platyzosteria armata ingår i släktet Platyzosteria och familjen storkackerlackor. Inga underarter finns listade i Catalogue of Life.